# ۴۲ (میلادی)
۴۲ (میلادی) چهل و دومین سال تقویم میلادی است.

## رویدادها
بر اساس مکان
امپراتوری روم
- رومی‌ها کنترل سئوتا، شهری بندری در شمال آفریقا و در کنار تنگه جبل الطارق را به دست گرفتند.[۱]
- سرزمین‌های الجزایر و مراکش فعلی به یک استان رومی تبدیل می‌شوند.[۲]
- قاضی دالماسی، لوسیوس آرونتیوس کامیلوس اسکریبونیانوس، شورش کرد، اما نیروهایش شکست خوردند و شورش او به سرعت خشک شد.[۳]
- کلودیوس ساخت پورتوس، بندری با فانوس دریایی در ساحل راست تیبر را آغاز می‌کند.

کره
- سورو اولین پادشاه گومگوان گایا، در شبه جزیره کره، شد.[۴]

چین
- ژنرال چینی ما یوان شورش خواهران ترنگ را در تونکین سرکوب می‌کند.[۵]

بر اساس موضوع
دین
- ۲۵ ژانویه - پولس رسول به مسیحیت گروید (تاریخ دقیق در متون ذکر نشده است، اما کلیسای کاتولیک روم این تاریخ را گرامی می‌دارد).
- تاریخ سنتی تأسیس کلیسای ارتدکس قبطی اسکندریه توسط رسول مرقس انجیل نویس.

## زادگان
- فیلون بیبلوسی (تقریبی) (د. ۱۴۱ (میلادی))
- سیکتوس یکم (د. ۱۲۴ (میلادی))

## درگذشتگان
- آریا، نجیب زن رومی (خودکشی کرد)

- آئوس کاچینا پائتوس، سیاستمدار رومی (خودکشی کرد)

- گایوس آپیوس یونیوس سیلانوس، کنسول روم (اعدام شد)[۶]

- لوسیوس آنیوس وینیسیانوس، سیاستمدار رومی (خودکشی کرد)

- لوسیوس آرونتیوس کامیلوس اسکریبونیانوس، سیاستمدار رومی (خودکشی کرد)